# Conselheiro (personagem)
Conselheiro ou Burro Falante é um personagem recorrente da série de livros Sítio do Picapau Amarelo. Ele teve sua primeira aparição no livro Reinações de Narizinho, sendo que, no mesmo, ele se torna um dos personagens regulares nas histórias. Nas primeiras versões, ele era um burro normal, só que capaz de falar, e não tinha muitas aparições. Já a partir do seriado de 2001, ele se torna um dos protagonistas, passando a agir como um ser humano e vestir roupas.

## Sobre o personagem
Conselheiro é um burro com a habilidade única de falar. Ele foi encontrado no País das Fábulas logo no primeiro livro da série As Reinações de Narizinho. Na sua história, ele era um personagem de uma fábula que foi condenado a morrer pelo Rei Leão, por este achar que ele era uma ameaça. Porém acaba sendo salvo por Narizinho e seus amigos e levado ao Sítio do Picapau Amarelo, onde passa a viver seguro. Posteriormente, no livro Viagem ao Céu, ele ganha o apelido de Conselheiro por Emília, por esta achá-lo ótimo para dar conselhos.
Já no livro "A Chave do Tamanho", é traçada um novo passado para o personagem, que desconstrói tudo o que foi escrito anteriormente. Ele mesmo se lembra que era "um velho animal do Coronel Teodorico", e que "por muito tempo por ele foi montado". Sendo assim, conclui-se que se trata apenas de um burro comum, desconsiderando toda a sua origem fantástica no País das Fábulas, e pairando um mistério sobre de onde ele realmente surgiu.

## Adaptações
Na versão de 1977 do Sítio do Picapau Amarelo produzida pela Rede Globo, Conselheiro era encarnado como um burro verdadeiro que falava com os personagens, sendo dublado pelos atores José Mayer e Ivan Setta respectivamente. Nessa primeira versão, ele era um personagem secundário de pouca importância e era chamado apenas de Burro Falante, tal como nos livros. Na versão de 2001, ele passa por uma alteração drástica, passando a ser um burro antropomórfico tal como o Rabicó e o Quindim, passando a usar roupas e agir como um ser humano, e ganhou o nome de Conselheiro. Essa versão se tornou mais popular, tornando-o um protagonista e sendo a versão mais conhecida do personagem. Ele aparece na terceira e última temporada do desenho animado.